# Scaptodrosophila gressitti
Scaptodrosophila gressitti är en tvåvingeart som först beskrevs av Toyohi Okada 1986.  Scaptodrosophila gressitti ingår i släktet Scaptodrosophila och familjen daggflugor. Inga underarter finns listade i Catalogue of Life.